# Wulesaueninsle
Die Wulesaueninsle («Wollschweineinsel») im Bodensee vor dem Hafen von Kreuzlingen im Schweizer Kanton Thurgau wird seit 1986 von den namensgebenden Wollschweinen besiedelt.
Durch die wühlende Tätigkeit der Schweine kommt eine ständige Umarbeitung des Naturschutzgebietes zustande. Die Tiere schaffen somit stets neue bewuchsarme Flächen und Pfützen. Für zwei bis drei Monate im Sommer befinden sich die Wollschweine auf einem landwirtschaftlichen Betrieb. Zusätzlich weiden Hochlandrinder und Wasserbüffel auf der künstlich aufgeschütteten Insel.
Auf den neueren Landkarten von Swisstopo ist die rund 17'500 Quadratmeter grosse Wulesaueninsle als Flurname eingetragen. Die Insel gehört zum national bedeutenden Amphibienlaichgebiet Seeburg. Dazu brüten zahlreiche Vogelarten auf der Insel.